# Октябрьское (Октябрьский район)
Октябрьское — село в Оренбургской области России. Административный центр Октябрьского района и Октябрьского сельсовета.

## География
Расположено на берегу реки Большой Юшатырь, в 2 км от железнодорожной станции 28 км на Стерлитамакском ходу Южно-Уральской железной дороги и в 55 км по прямой от областного центра города Оренбург.

### Климат
Климат Октябрьского — умеренно-континентпльный. Зима холодная. Начинается в начале ноября, а заканчивается в конце марта и длится 4-5 месяцев. Лето тёплое, длится 4 месяца. Начинается в середине или начале мая, а заканчивается в середине сентября.
| Показатель                    | Янв.  | Фев.  | Март | Апр. | Май  | Июнь | Июль | Авг. | Сен. | Окт. | Нояб. | Дек.  | Год  |
| ----------------------------- | ----- | ----- | ---- | ---- | ---- | ---- | ---- | ---- | ---- | ---- | ----- | ----- | ---- |
| Средний суточный максимум, °C | −7,5  | −8,1  | 0,4  | 14   | 22,6 | 27,1 | 27,2 | 25,5 | 20,3 | 9,3  | 1     | −6,7  | 10,4 |
| Средняя температура, °C       | −12,7 | −13,1 | −4,9 | 8,4  | 15,7 | 20,1 | 20,3 | 19,1 | 14,9 | 4    | −4,4  | −11   | 4,7  |
| Средний суточный минимум, °C  | −16,1 | −17,1 | −9,8 | 4,3  | 9,6  | 13,7 | 14,4 | 13,3 | 10,1 | −0,7 | −8,8  | −16,9 | −0,3 |
| Средняя скорость ветра, м/с   | 3,6   | 3,8   | 3,3  | 3,8  | 3,3  | 2,7  | 2,9  | 2,8  | 2,6  | 3,7  | 3,1   | 3,1   | 3,3  |

## История
Основано в 1785 году крестьянами-переселенцами из Воронежской, Тамбовской и Тульской губерний как Дедово.
В 1800 году объединилось с селом Исаевым, стало Исаево-Дедовым.
В 1923-1938 годах имело статус города и называлось  Каширинском в честь Н. Д. Каширина.
В 1923-1927 годах Каширинск был центром Каширинского уезда Оренбургской губернии.
В 1938 году Каширинск был лишён статуса города и переименован в село Октябрьское в честь Октябрьской революции 1917 года.

## Население
| 1959 | 1970  | 1979  | 1989  | 2002  | 2010  | 2021  |
| ---- | ----- | ----- | ----- | ----- | ----- | ----- |
| 4513 | ↗5259 | ↗5446 | ↗7281 | ↗7642 | ↗7701 | ↘7131 |

## Микрорайоны
Микрорайоны с. Октябрьского: Центр, Разведка, Восточный, Царское, Ж/Д, Грачёвка.

## Образование
МБОУ «Октябрьская средняя общеобразовательная школа», детский сад «Светлячок», детский сад «Берёзка», МБОУ «Октябрьская начальная школа», МАУДО «Октябрьская спортивная школа»